# تشارلز إم. روبنسون الثالث
تشارلز إم. روبنسون الثالث (بالإنجليزية: Charles M. Robinson III)‏ هو مدرس وكاتب أمريكي، ولد في 25 مايو 1949، وتوفي في 18 سبتمبر 2012.